# Somatochlora brevicincta
Somatochlora brevicincta är en trollsländeart som beskrevs av Robert 1954. Somatochlora brevicincta ingår i släktet glanstrollsländor, och familjen skimmertrollsländor. IUCN kategoriserar arten globalt som livskraftig. Inga underarter finns listade i Catalogue of Life.